# 러비
러비(본명: 김혜수, 1993년 6월 27일 ~ )는 대한민국의 가수이다. 2013년 8월 1일에 싱글 [돌려 줘]로 데뷔한 대한민국의 가수이다.
대표 활동으로는 EP [24], [25], [27]이 있고, 2019년 8월 6일에 가수 치즈, 가수 스텔라 장, 프로듀서 박문치와 함께 결성한 그룹 CSVC(치스비치)가 있다.

## 학력
- 강남초등학교 (전학)
- 서울삼광초등학교 (졸업)[1]
- 계성여자고등학교 (졸업)

## 음반

### EP
- 2013.08.01 [돌려 줘]
- 2016.03.31 [부족해]
- 2016.06.30 [24] TITLE : 캠퍼스로망스 (Feat. 기리보이)
- 2017.05.26 [25] TITLE : 타이밍 (Feat. 유승우)
- 2019.08.27 [27] TITLE : How Do I Say (Feat. 고영배 of 소란)

### Feat. & Collabo
- 2011.06.02 알렉스 - Tomboi
- 2011.10.11 앤덥 - 방 안에서
- 2012.11.12 크루셜스타 - flat shoes
- 2012.12.04 기리보이 - 선수
- 2013.02.27 스윙스 - My way
- 2013.02.27 스윙스 - 엄지두개
- 2013.07.04 브라더수 - 다른 별
- 2013.12.13 키비 - 아이같니
- 2014.01.20 기리보이 - 쌩얼
- 2014.02.26 스윙스 - 주요 우울증
- 2014.10.01 크루셜스타 - Pretty girl
- 2014.11.10 JONGJIN - SALLANG
- 2015.06.19 브라더수 - 점
- 2015.09.03 천재노창 - God
- 2016.05.02 스윙스 - natural
- 2016.08.17 윌콕스 - le grand bleu
- 2016.10.28 크루셜스타 - 이뻐서 힘들어
- 2017.01.23 앤덥 - Free&Loney
- 2017.08.16 슈가볼 - trustfall
- 2017.08.29 그_냥X러비 - 남사친 여사친 (내 사람친구의 연애 OST Part 2)
- 2017.11.23 유승우 - 사랑해요
- 2019.09.24 윌콕스 - Eye Contact

### Group
- 2019.08.06 CSVC(치스비치) - SUMMER LOVE...
- 2019.11.28 CSVC(치스비치) - JUST 4 U...

### Cover
- 2016.04.27 러비X엑시 - 취향저격
- 2017.04.03 러비X엑시 - LOTTO x BST
- 2018.01.16 러비X유승우 - 더
- 2018.05.29 러비X엑시 - 왜그러냐
- 2019.12.20 러비 - Baby It's Cold Outside

### Lyrics
- 2017.08.31 정세운 - JUST U
- 2018.01.24 정세운 - IRONY
- 2018.07.23 정세운 - Eye 2 Eye
- 2019.06.04 우주소녀 - Sugar Pop

### Chorus & etc.
- 2013.02.27 스윙스-내 몸이 불 타 오르고 있어 19세 버전
- 2014.08.20 올티-Surfing
- 2014. 올티 - 1113
- 2015.09.01 기리보이 - 2000/90
- 2016.05.31 기리보이 - 하루종일
- 2017.01.04 우주소녀 - 이리와
- 2019.12.14 그냥노창 - 춤추자1

### Radio
- 2016.10.17 [마포FM] 2016 이아람의 게릴라디오
- 2017.11.30 캐스퍼라디오 [카더가든의 무임승차 with 러비, 브라더수]
- 2019.08.08 박원의 키스 더 라디오 [형과 함께 with 인호진, 치스비치]
- 2019.09.11 SBS 애프터클럽 with 치스비치
- 2019.12.11 캐스퍼라디오 [치스비치의 쇼! 인기가요 톱텐]
- 2019.12.19 설레는 밤, 이혜성입니다 with 치스비치
- 2019.12.19 박경의 꿈꾸는 라디오
- 2019.12.25 애프터클럽 - 스텔라 장 (G. 치스비치)
- 2020.04.28~ [벅스] 러비의 일촌신청